# Schrum
Schrum är en kommun och ort i Kreis Dithmarschen i förbundslandet Schleswig-Holstein i Tyskland.
Kommunen ingår i kommunalförbundet Amt Mitteldithmarschen tillsammans med ytterligare 23 kommuner.